# فاسيلي دانيلوف
فاسيلي دانيلوف (مواليد 13 مايو 1941) هو لاعب كرة قدم. لعب مع منتخب الاتحاد السوفييتي لكرة القدم. سبق له أن لعب في كأس العالم لكرة القدم مع منتخب بلاده.

## روابط خارجية
- فاسيلي دانيلوف على موقع الاتحاد الدولي (مؤرشف)  (الإنجليزية)
- فاسيلي دانيلوف على موقع قاعدة بيانات كرة القدم.إي يو (الإنجليزية)
- فاسيلي دانيلوف على موقع ناشيونال فوتبول تيمز (الإنجليزية)